# Summit (Mississippi)
Summit je město v okrese Pike County ve státě Mississippi ve Spojených státech amerických.
K roku 2000 zde žilo 17 896 obyvatel. S celkovou rozlohou 4,4 km² byla hustota zalidnění 327,8 obyvatel na km².